# Архивы России
В состав Архивного фонда Российской Федерации входят находящиеся на территории России архивные документы независимо от источника их происхождения, времени и способа создания, вида носителя, форм собственности и места хранения, в том числе юридические акты, управленческая документация, документы, содержащие результаты опытно-конструкторских и технологических работ, градостроительная документация, кино-, фото-, видео- и фонодокументы, электронные и телеметрические документы, переписи, рисунки, чертежи, схемы, дневники, переписка, мемуары, копии архивных документов на правах подлинников, а также архивные документы государственных организаций, находящихся в иностранных государствах.
Архивный фонд Российской Федерации делится на две части:
- государственную;
- негосударственную.

Хранение государственной части Архивного фонда России осуществляется архивами:
- государственными;
  - федеральные
  - субъектов федерации.
- ведомственными.
  - архив организации;
  - центральный архив;
  - центральный отраслевой архив;
  - объединённый ведомственный архив;
  - объединённый межведомственный архив.

Федеральные архивы осуществляют хранение документов в строгом соответствии с профилем архива и списками источников комплектования.

## Государственные архивы

### Государственные архивы федерального уровня
- Государственный архив Российской Федерации (ГА РФ)
- Российский государственный архив древних актов (РГАДА)
- Российский государственный исторический архив (РГИА)
- Российский государственный архив новейшей истории (РГАНИ)[1]
- Российский государственный архив социально-политической истории (РГАСПИ)
- Российский государственный военный архив (РГВА)
- Российский государственный военно-исторический архив (РГВИА)
- Российский государственный архив военно-морского флота (РГА ВМФ)
- Российский государственный архив литературы и искусства (РГАЛИ)
- Российский государственный архив научно-технической документации (РГАНТД)
- Российский государственный архив в Самаре (ранее филиал РГАНТД)
- Российский государственный архив кинофотодокументов (РГАКФД)
- Российский государственный архив фонодокументов (РГАФД)
- Российский государственный архив экономики (РГАЭ)
- Российский государственный исторический архив Дальнего Востока (РГИАДВ)
- Государственный фонд кинофильмов России (Госфильмофонд России)

### Государственные архивы регионального уровня
- Национальный архив Республики Адыгея
- Государственный архив социально-правовой документации Республики Алтай
- Центральный государственный архив общественных объединений Республики Башкортостан (ЦГАОО РБ)
- Центральный государственный исторический архив Республики Башкортостан (ЦГИА РБ)
- Государственный архив Республики Бурятия (ГАУК РБ «ГАРБ»)
- Центральный государственный архив Республики Дагестан (ЦГА РД)
- Государственный архив Республики Ингушетия (ГКУ «Госархив Ингушетии»)
- Архивная служба Кабардино-Балкарской Республики (АС КБР)[2]
- БУ Республики Калмыкия «Национальный  архив»
- Государственный архив Карачаево-Черкесской Республики (РГБУ «ГА КЧР»)
  - Филиал РГБУ «ГА КЧР» Архив по личному составу
  - Филиал РГБУ «ГА КЧР» Центр документации новейшей истории (ФРГБУ «ГА КЧР» ЦДНИ)
- Национальный архив Республики Карелия (ГБУ НА РК)
- Национальный архив Республики Коми (ГУ РК «Национальный архив РК»)
- Государственный архив Республики Крым (ГКУ РК ГА РК)
- Государственный архив Республики Крым новейшей истории и по личному составу (ГКУ ГА РК НИиЛС)
- Государственный архив Республики Марий Эл (ГБУ «Госархив Республики Марий Эл»)
- Центральный государственный архив Республики Мордовия (ГКАУ «ЦГА Республики Мордовия»)
- Государственный архив документов по личному составу Республики Мордовия (ГКАУ «ГАДЛС Республики Мордовия»)
- Национальный архив Республики Саха (Якутия)
- Центральный государственный архив Республики Северная Осетия – Алания (РГБУ «ЦГА РСО-Алания»)
- Государственный архив новейшей истории Республики Северная Осетия – Алания (РГБУ «ГАНИ РСО-Алания»)
- Государственный архив Республики Татарстан (ГБУ «ГА РТ»)
- Национальный архив Республики Тыва (ГБУ НА РТ)
- Центральный государственный архив Удмуртской Республики (ГУ «ЦГА УР»)
- Центр документации новейшей истории Удмуртской Республики (ГУ «ЦДНИ УР»)
- Государственный архив социально-правовых документов Удмуртской Республики (ГУ «ГАСПД УР»)
- Национальный архив (ГКУ РХ «Национальный архив»)
- Управление по обеспечению деятельности Архивного управления Правительства Чеченской Республики
- Государственный исторический архив Чувашской Республики (БУ «Госистархив Чувашской Республики»)
- Государственный архив современной истории Чувашской Республики (БУ «Госархив современной истории Чувашской Республики»)
- Государственная киностудия "Чувашкино" и архив электронной документации (БУ «Госкиностудия "Чувашкино" и архив электронной документации»)
- Государственный исторический архив Сахалинской области (ГБУ «ГИАСО»)
- Государственный архив документов по личному составу Сахалинской области (ГБУ «ГАДЛССО»)
- Государственный архив социально-политической истории Кировской области (ГОУ «ГАСПИ КО»)
- Государственный архив Костромской области
- Государственный архив новейшей истории Костромской области (ГУ «ГАНИКО»)
- Государственный архив Краснодарского края
- Государственный архив Красноярского края
- Государственный архив Республики Крым (ГКУ РК «Госархив Республики Крым»)
- Ленинградский областной государственный архив в г. Выборге (ГКУ «ЛОГАВ»)
- Государственный архив Мурманской области (ГАМО)
- Государственный архив Мурманской области в городе Кировске (ГОКУ ГАМО в г. Кировске)
- Государственный архив Пензенской области (ГБУ «ГАПО»)
- Государственный архив Пермского края (ГКБУ «ГАПК»)
- Пермский государственный архив новейшей истории (ПермГАНИ)
- Государственный архив Ростовской области (ГАРО)
- Государственный архив Рязанской области (ГБУ РО «ГАРО»)
- Государственный архив Ставропольского края (ГАСК)
- Объединенный государственный архив Оренбургской области (ОГАОО)
- Объединённый государственный архив Челябинской области (ОГАЧО)
- Центральный архив города Москвы
- Центральный исторический архив Москвы (ЦИАМ)
- Центральный архив общественно-политической истории Москвы
- Центральный московский архив-музей личных собраний
- Центральный архив научно-технической документации Москвы
- Центральный архив электронных и аудиовизуальных документов Москвы
- Центральный архив документов о трудовой деятельности граждан города Москвы
- Государственный архив Новосибирской области (ГКУ НСО ГАНО)
- Государственный архив Орловской области
- Центральный государственный архив Санкт-Петербурга (ЦГА СПб)
- Центральный государственный исторический архив Санкт-Петербурга (ЦГИА СПб)
- Центральный государственный архив литературы и искусства Санкт-Петербурга (ЦГАЛИ СПб)
- Центральный государственный архив кинофотофонодокументов Санкт-Петербурга (ЦГАКФФД СПб)
- Центральный государственный архив научно-технической документации Санкт-Петербурга (ЦГАНТД СПб)
- Центральный государственный архив историко-политических документов Санкт-Петербурга (ЦГАИПД СПб)
- Центральный государственный архив документов по личному составу ликвидированных государственных предприятий Санкт-Петербурга (ЦГАЛС СПб)
- Государственный архив Саратовской области (ОГУ «ГАСО»)
- Государственный архив Свердловской области (ГКУСО «ГАСО»)
- Центральный государственный архив Московской области (ЦГАМО)
- Государственный архив Тамбовской области (ГАТО)
- Государственный архив социально-политической истории Тамбовской области (ГАСПИТО)
- Государственный архив Томской области (ГАТО)
- Государственный архив Ярославской области[3]
- Архивное управление правительства Чеченской Республики (АУП ЧР)
- Государственный архив новейшей истории Новгородской области (ГОКУ ГАНИНО)
- Государственный архив Югры (КУ «Государственный архив Югры»)
- Государственный архив Тверской области (ГКУ ГАТО)

### Муниципальные архивы
Это структурные подразделения администраций муниципальных образований или муниципальные учреждения, которые осуществляют хранение, комплектование, учёт и использование документов Архивного фонда РФ, а также иных архивных документов.
- Государственный архив города Ишимбая
- Муниципальное бюджетное учреждение "Архив города Перми"

## Ведомственные архивы
Ведомственные архивы подразделяются на 5 групп:
- архив организации;
- центральный архив;
- центральный отраслевой архив;
- объединённый ведомственный архив;
- объединённый межведомархив.

### Ведомственные архивы федерального уровня
Важнейшие архивы «силовых» ведомств Российской Федерации:
- Центральный архив Министерства обороны Российской Федерации (ЦАМО)
- Архив военно-медицинских документов при Военно-медицинском музее Министерства обороны Российской Федерации
- Центральный военно-морской архив Министерства обороны Российской Федерации (ЦВМА)
- Филиал Центрального военно-морского архива Министерства обороны Российской Федерации
- Центральный пограничный архив Федеральной службы безопасности России (ЦПА ФСБ России)
- Центральный архив Федеральной службы безопасности России (ЦА ФСБ)
- Главный информационный центр МВД России (ГИЦ МВД)
- Центральный архив внутренних войск МВД России (ЦАВВ)

К ведомственным архивам относятся также:
- Архив Президента РФ
- Архивы органов записи актов гражданского состояния (ЗАГС) в субъектах Российской Федерации
- Архивы железных дорог (по региональным управлениям железных дорог)

### Ведомственные архивы регионального уровня
Республика Татарстан
- Архив Министерства сельского хозяйства Республики Татарстан (Объединенный межведомственный архив)
- Архив Казанского отделения Горьковской железной дороги
- Архив Казанского государственного университета

Удмуртская республика
- Архив документов по личному составу администрации г. Ижевска
- Архив Министерства сельского хозяйства и продовольствия Удмуртской Республики
- Архив Госсовета Удмуртской Республики

Брянская область
- Городской архив Брянска по личному составу

Владимирская область
- Архив Информационного центра УВД Владимирской области

Вологодская область
- Архив управления образования Вологодской области

Воронежская область
- Межведомственный архив администрации Воронежа

Калужская область
- Объединенный междуведомственный архив при Управлении сельского хозяйства Калужской области

Липецкая область
- Архив Федерации профсоюзов Липецкой области

Мурманская область
- Объединенный ведомственный архив образования Мурманской области
- Объединенный ведомственный архив Комитета по здравоохранению Мурманской области

Нижегородская область
- Объединенный ведомственный архив при Департаменте образования и науки Нижегородской области
- Объединенный архив Горьковской железной дороги (находится в Нижнем Новгороде)

Самарская область
- Самарский городской межведомственный архив по личному составу

Тамбовская область
- Архив управления образования Тамбовской области

Тульская область
- Центр документации по личному составу Тульской области

Челябинская область
- Архив Южно-Уральской железной дороги

Москва
- Центральный объединённый архив учреждений системы образования г. Москвы
- Центральный объединённый архив Департамента здравоохранения города Москвы
- Объединенный архив Главмосстроя
- Архив Управления Метрополитена
- Объединенный архив Московской городской телефонной сети
- Сектор архивов Московской железной дороги
- Архив Мосметростроя

Санкт-Петербург
- Объединённый архив Комитета по образованию Администрации Санкт-Петербурга (Санкт-Петербург и Ленинградская обл.)
- Объединённый архив по здравоохранению Мэрии Санкт-Петербурга